# Stazione di Prato Porta al Serraglio
La stazione di Prato Porta al Serraglio è una fermata ferroviaria posta sulla linea ferroviaria Maria Antonia. Per importanza, è la seconda stazione della città di Prato dopo quella di Prato Centrale.
Fra le tre stazioni della città è quella più vicina al centro storico, essendo a soli 2 minuti a piedi da piazza del Duomo.

## Storia

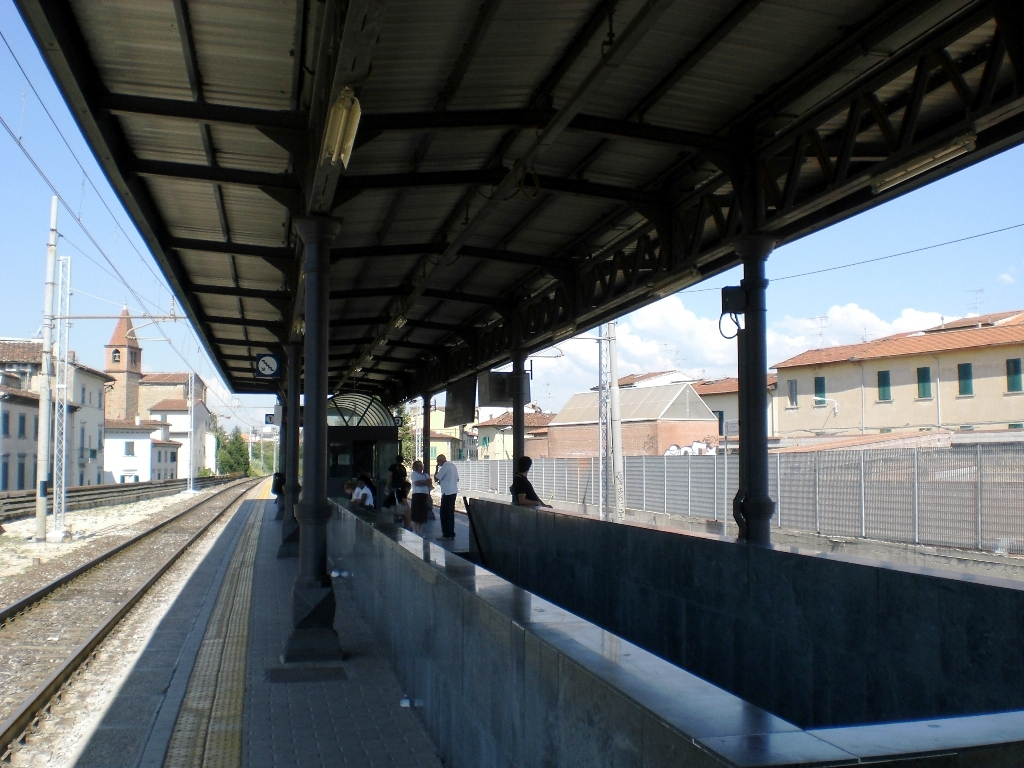
Veduta della pensilina

Fu inaugurata il 3 febbraio 1848 assieme al tronco Firenze Santa Maria Novella – Prato, primo nucleo della ferrovia Maria Antonia. Operò come stazione di testa fino al 13 luglio 1851, quando fu aperto all'esercizio il tronco per Pistoia.
Rimase l'unica stazione della città fino al 1934, quando fu inaugurata la stazione di Prato Centrale, destinata a raccogliere il maggior volume di traffico conseguente all'apertura della Direttissima Bologna-Firenze che si affiancava alla Maria Antonia proprio tra le due città toscane.
In tale periodo risulta essere stata soppressa; venne riattivata, come semplice fermata, nel 1948.

## Movimento
La stazione è servita da quasi tutti i treni regionali che percorrono la linea, tranne alcuni regionali veloci che percorrono la tratta Firenze-Pistoia e viceversa fermando solo a Prato Centrale e Firenze Rifredi. Il tempo medio di percorrenza per raggiungere la stazione di Firenze Santa Maria Novella è di circa 25 minuti.

## Servizi
- Biglietteria automatica
- Sala di attesa
- Distributore automatico di cibo e bevande
- Parcheggio al coperto
- Parcheggio bici al coperto
- Sottopassaggio
- Ascensore per disabili
- Connessione con trasporto pubblico locale
- Percorso pedonale per il centro storico